# 于特费尔德
于特费尔德是德国莱茵兰-普法尔茨州的一个市镇。总面积14.94平方公里，总人口461人，其中男性239人，女性222人（2011年12月31日），人口密度31人/平方公里。